# Karbonylové sloučeniny

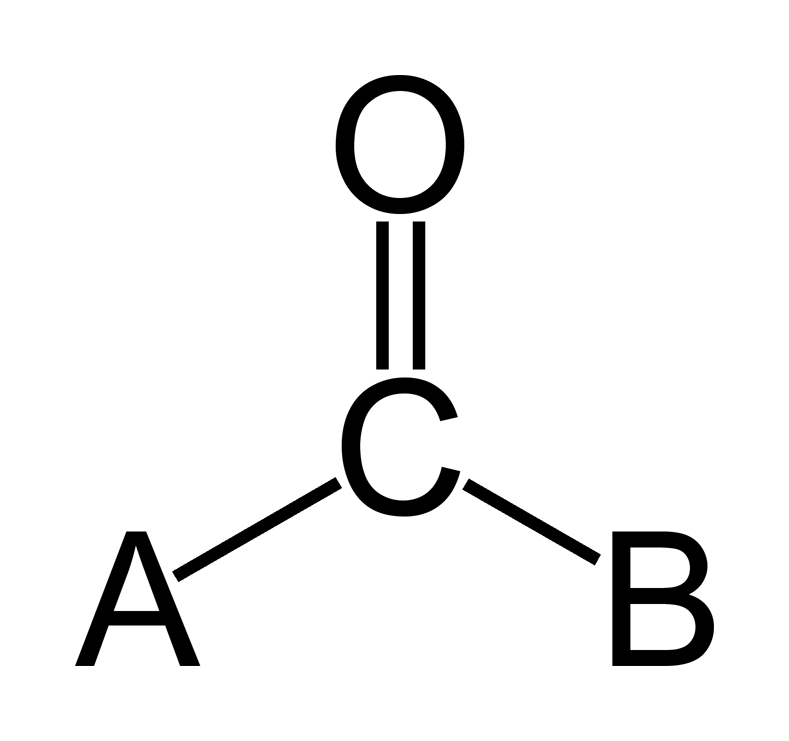
Karbonylová skupina

Karbonylové sloučeniny jsou především organické sloučeniny, které obsahují karbonylovou skupinu, která se skládá z uhlíkového atomu vázaného dvojnou vazbou ke kyslíkovému atomu. Řadí se mezi deriváty uhlovodíků.

## Karbonylové sloučeniny v anorganické chemii
Karbonylové sloučeniny se vyskytují i v chemii anorganické, kde se jedná o komplexy s atomy kovů. Uhlík v oxidu uhelnatém má volný elektronový pár, tudíž se může stát donorem a vytvořit tak koordinačně kovalentní vazbu. Příklady karbonylových sloučenin v anorganické chemii mohou být pentakarbonyl železa Fe(CO)5, který v motorech snižuje otřesy, a tetrakarbonyl niklu Ni(CO)4, který je důležitý při získání čistého niklu.

## Karbonylové sloučeniny v organické chemii
V organické chemii je samotná karbonylová skupina obsažena v aldehydech a ketonech. Je ale také součástí řady složitějších funkčních skupin (viz tabulka).
V systematickém názvosloví je ve sloučenině karbonylová skupina vždy na druhém místě, např.: dichlorid karbonylu.

## Tabulka karbonylových sloučenin
| Sloučenina           | Struktura                     | Vzorec  | Poznámka                               |
| -------------------- | ----------------------------- | ------- | -------------------------------------- |
| Aldehyd              | Aldehyd                       | RCHO    | samotná karbonylová skupina            |
| Keton                | Keton                         | RCOR'   | samotná karbonylová skupina            |
|                      |                               |         |                                        |
| Karboxylová kyselina | Karboxylová kyselina          | RCOOH   | karbonylová + hydroxylová skupina      |
| Ester                | Ester                         | RCOOR'  | funkční deriváty karboxylových kyselin |
| Amid                 |                               | RCONH2  | funkční deriváty karboxylových kyselin |
| Acylhalogenid        | Acylhalogenid                 | RCOCl   | funkční deriváty karboxylových kyselin |
| Anhydrid             | Anhydrid karboxylové kyseliny | (RCO)2O | funkční deriváty karboxylových kyselin |